# Maison Booth
La maison Booth (Booth House) est une maison bourgeoise située au 252 rue Metcalfe à Ottawa. La maison a été construite pour le baron du bois John Rudolphus Booth en 1906 selon les plans de l'architecte John W.H. Watts (en), qui a dessiné de nombreux bâtiments à Ottawa.
Elle a appartenu à la famille Booth jusqu'en 1947, alors qu'elle a commencé à héberger le Laurentian Club, l'un des plus importants clubs privés d'Ottawa. À la suite de la fermeture du club en 2000, elle a été occupée par la Trinity Western University qui s'en sert comme résidence pour les stages étudiants.
La maison a été désignée lieu historique national du Canada en 1990.